# تي. بي. سومنر
تي. بي. سومنر هو سياسي أمريكي، ولد في 25 مارس 1857 في واوبون في الولايات المتحدة، وتوفي في 5 أبريل 1934 في إيفرت في الولايات المتحدة. نشط حزبياً في الحزب الجمهوري. وقد انتخب عضو مجلس ولاية واشنطن ‏.